# Assemblée nationale (Quatrième République)
Pour les autres articles nationaux ou selon les autres juridictions, voir Assemblée nationale.
Pour les articles homonymes, voir Assemblée nationale française (homonymie).
En France, sous la Quatrième République de 1946 à 1958, l'Assemblée nationale est l'une des deux chambres parlementaires (la chambre basse).

## Histoire

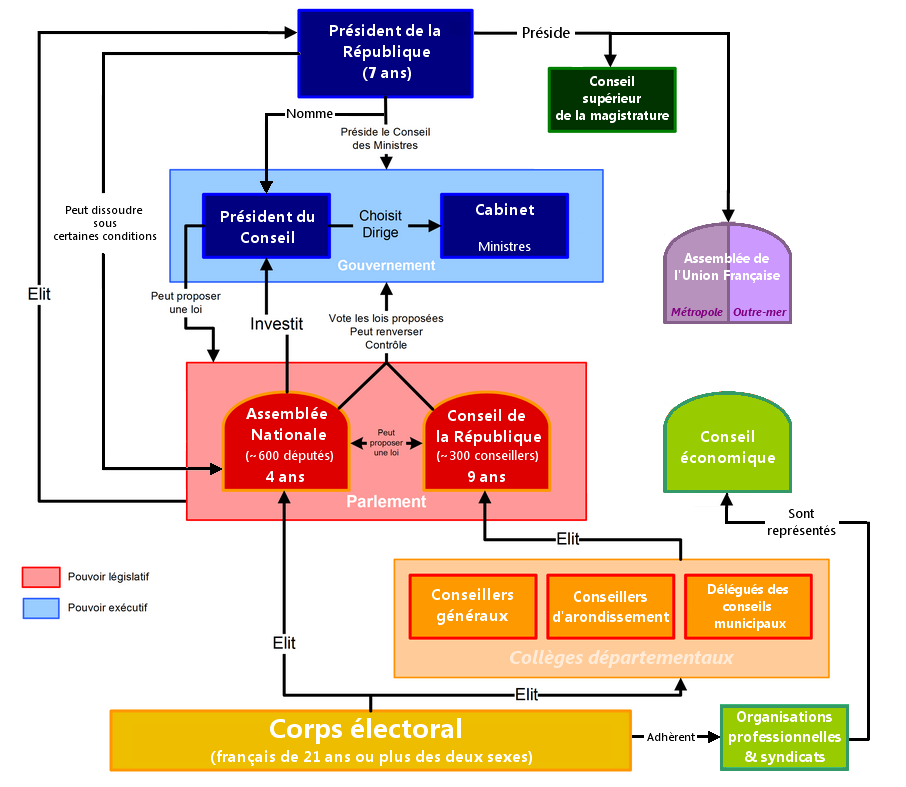
Répartition des pouvoirs sous la IVe République

L’Assemblée nationale est la chambre basse alors que le Conseil de la République est la chambre haute sous la Quatrième République ; elle détient l’essentiel du pouvoir. La séparation des pouvoirs avec le gouvernement est souple : c'est un régime d'assemblée. Le mode électoral était la proportionnelle avec le correctif des apparentements dès 1951 (un groupe de listes recueillant plus de 50 % des voix dans un département obtenait tous les sièges). Le nombre de députés est de 627 (pour des explications détaillées sur le mode de scrutin, cf. notamment le site de l'Assemblée nationale.
La première législature, élue le 10 novembre 1946, est brièvement dominée par le Tripartisme (PCF, MRP, SFIO) puis, après le départ des communistes du gouvernement en mai 1947, par la Troisième force (appelant à la constitution d'une troisième voix politique française entre les principaux opposants à la Quatrième République : le Parti communiste français d'une part et les gaullistes de l'autre, et formés de la SFIO socialiste, du MRP démocrate-chrétien et du parti républicain, radical et radical-socialiste). Cette première législature a duré du 28 novembre 1946 au 4 juillet 1951. L’effectif des groupes est le suivant au début de la législature (y compris les apparentés) : Communistes 182, socialistes 102, radicaux 43, UDSR 26, MRP 173, Républicains indépendants 29, Parti républicain de la liberté (PRL) 38, groupes algériens 13, non inscrits 21.
La deuxième législature, issue des élections du 17 juin 1951 ayant vu la victoire de la Troisième force grâce à la loi des apparentements, va du 5 juillet 1951 au 30 novembre 1955. Elle penche légèrement à droite avec une forte opposition communiste et gaulliste de 210 députés au total. L'Assemblée nationale est dissoute le 30 novembre 1955 à l’initiative d’Edgar Faure. C'est la première fois que la Chambre basse du Parlement est dissoute depuis 1877. L’effectif des groupes est le suivant au début de la législature (y compris les apparentés) : 103 communistes, 107 socialistes, 74 radicaux, 16 UDSR, 95 MRP, 121 RPF, 43 Centre républicain action paysanne et sociale, 53 républicains indépendants, 10 non inscrits, 2 sièges vacants dans l’Outre-mer. Le groupe RPF s’est divisé après le vote de 27 de ses députés en faveur d'Antoine Pinay en 1952 entre l'URAS gaulliste, et l’ARS dissidente.
La troisième législature, élue le 2 janvier 1956, est dominée au début par une coalition de centre-droit rassemblée autour d'Edgar Faure (CNIP, MRP, radicaux dissidents, Républicains sociaux dissident), ainsi que par son adversaire de centre-gauche du Front républicain (coalition formée autour de Pierre Mendès France et constituée de la SFIO de Guy Mollet qui devient président du conseil, du Parti radical-socialiste, de l'UDSR de François Mitterrand et des républicains-sociaux du gaulliste Jacques Chaban-Delmas), contrainte à des accords de circonstance compte tenu de leurs faibles et quasi équivalentes performances à l'issue des élections législatives de 1956. Ses pouvoirs se sont exercés du 19 janvier 1956 au 3 juin 1958 puis elle s’est mise en congé après avoir voté l’investiture à Charles de Gaulle et s’être prononcée pour les pleins pouvoirs et la révision constitutionnelle. L’effectif des groupes est le suivant au début de la législature (y compris les apparentés): 150 communistes, 94 socialistes, 58 radicaux, 19 UDSR et Rassemblement démocratique africain, 83 MRP, 21 Républicains sociaux (gaullistes), 14 RGR et du centre républicain, 95 CNIP, 52 Union et fraternité française (poujadistes), 7 non inscrits, 2 non proclamés, 32 sièges non pourvus en Algérie. Le groupe poujadiste, à la suite des invalidations, n’a plus que 30 députés à la fin de la législature.
Les présidents de l’Assemblée nationale ont été le socialiste Vincent Auriol du 3 décembre 1946 jusqu'à son élection comme président de la République le 20 janvier 1947, puis le radical Édouard Herriot qui devient ainsi officiellement le premier président de la Chambre basse du Parlement de la Quatrième République après avoir été le dernier de celle de la Troisième République, en fonction du 12 janvier 1947 au 11 janvier 1954. Le socialiste André Le Troquer lui succède du 12 janvier 1954 au 10 janvier 1955 et du 24 janvier 1956 au 4 octobre 1958 (fin théorique correspondant à la promulgation de la Constitution de la Cinquième République). Entre ces deux présidences socialistes, il y a eu celle du MRP Pierre Schneiter en 1955, du 11 janvier au 2 décembre.
Le système d'élection à la proportionnelle renforce particulièrement l'instabilité parlementaire, et donc gouvernementale, déjà particulièrement présente sous la IIIe République. Le morcellement politique provoque le fait que tous les partis sont tous loin de la majorité absolue, d'autant que les seules tendances politiques à avoir des groupes véritablement importants, les gaullistes d'une part (pour le début de la deuxième législature) et les communistes de l'autre, sont hostiles à la Quatrième République et refusent donc de participer à toute coalition gouvernementale. Cela nécessite alors la formation de coalitions hétérogènes et instables et donnent une importance considérable à des petits partis charnières comme l'UDSR de René Pleven et François Mitterrand. Or, l'instabilité parlementaire entraîne vite une impuissance gouvernementale à faire face aux crises des guerres de décolonisation, celle d'Algérie provoquant finalement la chute du régime.

## Évolutions de la composition lors des différentes législatures
| Législature             | Composition |
| ----------------------- | ----------- |
| I (élections de 1946)   |             |
| II (élections de 1951)  |             |
| III (élections de 1956) |             |